# SS 유베 스타비아
SS 유베 스타비아는 이탈리아 캄파니아 지역의 카스텔람마레 디 스타비아를 연고로 하는 축구 팀이다. 최근에도 1951-52 시즌 때부터 AC 스타비아라는 이름으로 뛰었던 세리에 B에 속해 있다.

## 선수 명단

### 현역
2019년 7월 31일 기준
참고: FIFA 자격 규정에 따라 소속된 국가대표팀 국기를 표시합니다. 선수는 복수의 FIFA 비회원국 국적을 가지고 있을 수 있습니다.
| 번호 | 포지션 | 국적       | 이름                                    |
| ---- | ------ | ---------- | --------------------------------------- |
| 1    | GK     |            | 티모시 노치(유벤투스에서 임대)          |
| 3    | MF     |            | 안토니오 지토                           |
| 4    | MF     | 가나       | 다니엘 코피 아게이(피오렌티나에서 임대) |
| 5    | MF     |            | 안드레아 도니넬리(제노아에서 임대)      |
| 6    | DF     |            | 젠나로 스코냐미질로                     |
| 7    | MF     |            | 시모네 베르디(토리노에서 임대)          |
| 8    | MF     |            | 아드리아누 사르토리오                   |
| 9    | FW     |            | 살바토레 브루노                         |
| 10   | MF     |            | 파비오 카세르타                         |
| 11   | FW     | 나이지리아 | 제리 음바코구                           |
| 13   | DF     |            | 쥐세페 스쿠르토                         |
| 14   | DF     |            | 마르코 고르제뇨                         |

| 번호 | 포지션 | 국적 | 이름                                 |
| ---- | ------ | ---- | ------------------------------------ |
| 15   | FW     |      | 루카 폼필리오                        |
| 16   | MF     |      | 리카루도 임프로타(제노아에서 임대)   |
| 17   | MF     |      | 세르지우 수치우(토리노에서 임대)     |
| 19   | DF     |      | 스테파노 디쿠오뇨                    |
| 20   | FW     |      | 마르코 첼리니                        |
| 21   | MF     |      | 윌리엄 지다이                        |
| 22   | GK     |      | 안드레아 세추린(피오렌티나에서 임대) |
| 23   | DF     |      | 쥐세페 피룔메니                      |
| 24   | DF     |      | 셈 오롱                              |
| 25   | DF     |      | 아바노 발단체두                      |
| 28   | DF     |      | 미첼레 무롤로                        |
| 33   | GK     |      | 알레산드로 비티엘로                  |

## 역대 감독
| 감독        | 임기        |
| ----------- | ----------- |
| 리도 비에리 | 1983 ~ 1986 |
| 리도 비에리 | 1988 ~ 1989 |

## 역대 성적
- 세리에 C
  - 우승: 1950–51

- 레가 프로 프리마 디비시오네
  - 승격: 2010-11 (플레이오프)

- 레가 프로 세컨드라 디비시오네
  - 우승: 1992–93 (세리에 C2), 2009–10

- 코파 이탈리아 레가 프로
  - 우승: 2010-11

- 세리에 D
  - 승격: 1971–72, 1978–79, 1990–91, 2003–04

- 코파 이탈리아 세리에 D
  - 우승: 2003–04